# ديكسي مارشال
ديكسي مارشال (بالإنجليزية: Dixie Marshall)‏ هي مذيعة أخبار وصحفية ومديرة الاتصالات أسترالية، ولدت في مارس 1963.